# Víctor Manuel Vucetich Rojas
Víctor Manuel Vucetich Rojas (Tampico, Tamaulipas, Mèxic, 25 de juny de 1955), més conegut com a Víctor Manuel Vucetich, Víctor Vucetich o «Vuce», és un exfutbolista i entrenador mexicà, que des del 13 d'agost de 2020 dirigeix el Club Deportivo Guadalajara de Mèxic. Va ser entrenador de la selecció de futbol de Mèxic durant un mes, sent remogut del càrrec el 17 d'octubre de 2013. Ha dirigit quinze equips en la Primera Divisió de Mèxic, aconseguint 5 campionats de Lliga, 4 Copas México, 3 campionats de la Concacaf Lliga de Campions, 1 Interliga i dos campionats de Segona Divisió. Al llarg de la seva carrera ha disputat 16 finals i n'ha guanyades 14. És un dels tècnics més reeixits i reconeguts del futbol mexicà. És també conegut com «El Rey Midas» (en català: «El Rei Mides») pels múltiples campionats obtinguts.

## Biografia
Víctor Manuel Vucetich va néixer a la ciutat de Tampico, Tamaulipas on el seu pare, l'exfutbolista argentí José Antonio «El Diablo» Vucetich i la seva mare, la mexicana Esther Rojas van contreure núpcies. El seu pare jugava llavors en el Tampico Madero, un club local de la ciutat, on ja estava a punt de culminar la seva carrera. Té tres germans anomenats Nancy, Antonio i Miguel.
És pare de tres fills i una d'elles, Diana Vucetich, és periodista que anteriorment apareixia en el noticiari mexicà «Primero Noticias», de la cadena Televisa.

## Trajectòria com a jugador
A l'edat de quinze anys, es va traslladar a la Ciutat de Mèxic, on es va matricular a l'acadèmia juvenil de la Universitat Nacional Autònoma de Mèxic.
Originalment va jugar com a davanter, modificant amb el temps la seva posició a interior i posteriorment a volant defensiu. Va continuar la seva carrera al Club América, on va passar quatre temporades en les reserves, al costat de futures estrelles del futbol mexicà, com Cristóbal Ortega, Alfredo i Luis Fernando Tena, Pedro Soto, Vinicio Bravo i Javier Aguirre. No aconsegueix establir-se en el primer equip, per la qual cosa és enviat a segona divisió amb el Club Deportivo Cuautla. Va començar la seva carrera professional amb l'Atlante.
El debut de Vucetich a Primera Divisió va ser a càrrec de l'entrenador Ernesto Cisneros, el 6 de setembre de 1978 a 1 partit contra Unión de Curtidores que va acabar en un empat de 2 a 2. Immediatament es va convertir d'un inicial regular del Club Atlante, on va romandre dos anys. A mitjans de 1981 va ser transferit al Oaxtepec, els Falcons de la Segona Divisió aconseguint en la temporada 1981/1982 l'ascens a la Primera Divisió dirigiu per Edelmiro «El Picao» Arnauda. Amb aquest equip aconseguiria el seu únic gol a Primera Divisió el 23 de febrer de 1983 a l'empat a un gol contra el Club Puebla. En total va jugar 108 partits de Lliga, sense gran èxit. Va acabar la seva carrera com a jugador a l'edat de 28 anys, en part forçat després d'una cirurgia per apendicitis.

## Trajectòria com a entrenador
Va iniciar la seva carrera com a director tècnic en l'en la Segona Divisió amb el conjunt del Potros Neza, filial d'Atlante, aconseguint en la temporada 1988-1989 ascendir a l'equip al màxim circuit. En aquest equip va dirigir a gran part del planter que aconseguiria el títol de lliga per als Poltres, com Roberto Andrade, Guillermo Cantú i Luis Miguel Salvador, entre d'altres. Després de l'ascens la directiva atlantista va vendre la franquícia de l'equip sense renovar a Vucetich, qui va tornar a la Segona Divisió amb el Club León, recentment descendit, aconseguint en la temporada 1989/90, repetir l'èxit que li va permetre ascendir al conjunt lleonès a Primera divisió.
Va dirigir el seu primer partit a Primera Divisió el 29 de setembre de 1990, en un partit del Club León contra el Monterrey, que va acabar 2-1 a favor dels regis. En la seva primera temporada en la lliga va obtenir bons resultats, però ja el proper torneig, 1991-1992, a l'edat de 37 anys, va aconseguir el seu primer campionat de lliga tant. León va derrotar en la pròrroga al Club Puebla dirigit per Manuel Lapuente per marcador global de 2 a 0. La figura central de l'equip havia fet un nou equip d'adquisició, el brasiler Milton Queiroz da Paixão, qui va ser el màxim golejador de l'equip amb divuit punts i ara és considerat un dels màximes llegendes de la història del club. La temporada següent Vucetich va portar al seu equip a les semifinals del torneig on va ser eliminat pel que fet i fet seria campió, Atlante, decidint abandonar el club després de quatre anys.

### Club León

#### 1990-1993
Va debutar com a entrenador ja en la primera divisió el 29 de setembre de 1990 dirigint al Club León en el partit contra el Monterrey que va acabar empatat a zero gols en la temporada 1990-1991. Va tenir una campanya regular guanyant 16 jocs, empatat 10 i perdent 12 més no va aconseguir qualificar a les estades finals.
Per al següent torneig, el León va contractar reforços importants com Zé Roberto, José Roberto Muñiz, Roberto Carlos Segoviano i es van integrar jugadors de forces bàsiques com Adrián Martínez, Alejandro Murillo i Ricardo Rayas. Amb aquests jugadors, l'equip de Vucetich va aconseguir coronar-se campió, obtenint així el seu primer títol com a entrenador. La temporada 1992-1993, l'equip va contractar a Isaac Ayipei, sent el guanyis un dels primers jugadors africans a participar en el futbol mexicà. En aquest torneig va aconseguir arribar a semifinals, perdent amb l'Atlante 4-2 en el marcador global.

#### 1999
Per l'Estiu 1999, la directiva del Club León va contractar de nou a Víctor Manuel buscant repetir les glòries d'anys anteriors. No obstant això, l'equip va tenir una mala campanya recollint només 16 punts i la directiva de l'equip li va cessar al final del torneig.

### Tecos de la UAG

#### 1993-1995
El Club dels Tecos de la UAG va contractar a Vucetich com el seu entrenador per a la temporada 1993-1994 en un equip que va comptar amb jugadors com Alan Cruz, Carlos Briones Guerrero, José Luis Salgado, Mauricio Gallaga, Porfirio Jiménez, Jorge Gabrich, Claudio Bruna i Osmar Donizete. Aconseguint l'únic campionat per als Tecos, enfrontant en una final soferta a Santos Laguna, l'equip de marjal va guanyar el partit d'anada per marcador de 1-0, però en el partit de tornada, Tecos va remuntar el marcador global, guanyant al so de 2 a 0.
La temporada 1994-1995 no va brindar els mateixos resultats que l'anterior, havent arribat només a la requalificació per la lligueta enfrontant al Monterrey. Va perdre el partit d'anada a l'Estadi Tecnològic per 2-0, però va remuntar el marcador en el partit de tornada per empatar 2-2 en el global i passar per millor ubicació en la taula general del torneig regular. No obstant això, en quarts de final va perdre davant Necaxa per 4-1 en el global. Tot i tenir una mala campanya amb Tecos, Víctor Manuel va arribar a dirigir als Tigres de la UANL que estaven en perill de baixar a Segona Divisió.

#### 1997-1998
En l'Hivern 1997, Víctor Manuel va tornar als Tecos, però només va aconseguir sumar 16 sent una de les seves pitjors campanyes. La directiva va ser pacient amb Vucetich, qui va continuar al capdavant de l'equip en l'Estiu 1998, qualificant a la reclassificació a la ligulla contra el Club Puebla. Va perdre el partit d'anada amb marcador de 2-1, però va guanyar el partit de tornada a l'Estadi Tres de març amb un contundent 4-1. En quarts de final, Tecos va guanyar el partit d'anada per marcador de 2-1 enfront de l'equip de Atlas, però en la volta, Atlas va guanyar 4-2 eliminant així a l'equip originari de Zapopan, Jalisco.

### Tigres de la UANL

#### 1995-1996
Amb Tigres va aconseguir aconseguir la reclassificació. Aquí va enfrontar en el partit d'anada al seu antic equip, el León, en l'Estadi Universitari guanyant els Tigres per marcador de 4-1. El partit de tornada el va guanyar el León a tres gols a un, però el global va quedar 5-4 permetent passar als Tigres arribar a les fases finals. No obstant això, van ser eliminats per l'equip de Necaxa amb un marcador global 2-1, i tot i que van aconseguir entrar a la lligueta, Vucetich no va poder impedir que l'equip felí acabés descendint de categoria, però almenys va aconseguir donar-li un altre títol a l'estat de Nuevo León, amb el títol de campió de la Copa México 1995-1996 amb els Tigres de la UANL, sent aquest el 4° títol a les vitrines dels universitaris a 22 anys d'existència del club a la Primera Divisió.

#### 1999-2000
En l'Hivern 1999, Vucetich va tornar a Tigres debutant en la jornada 6 en substitució de Miguel Mejía Barón. Va perdre el seu primer partit 2-1 amb l'equip dels Diables Vermells del Toluca, però va guanyar el següent partit, el «Clàssic Regiomontano», davant els «Rayados» del Monterrey en l'Estadi Universitari amb marcador de 2-0. Va acabar la campanya amb 22 punts (5 punts de Miguel Mejía Barón), però sense aconseguir entrar a la Lligueta. Vucetich va continuar al capdavant de Tigres en l'Estiu 2000. Va dur a l'equip a l'llindar de la qualificació, però es va esfumar la possibilitat en l'últim partit de la temporada regular enfront del Toros Neza (ja condemnat a jugar la següent temporada a la Lliga d' Ascens). Tigres portava un còmode avantatge de 3-0 en el Estadi Universitari, però el Toros Neza va empatar 3-3 mostrant una gran empenta en el seu últim partit a Primera Divisió.

### Cruz Azul
Per al torneig d'Hivern 1996, va ser contractat pel Cruz Azul, aconseguint fer només 20 punts i ser descartats per a la Lligueta. En l'Estiu 1997, van arribar al planter l'uruguaià José Herrera i el peruà Percy Olivares, però Vucetich va dirigir l'equip només fins a la Jornada 9 després d'haver aconseguit únicament 3 triomfs, un empat i 5 derrotes sent acomiadat. Amb Cruz Azul va aconseguir el campionat de Copa Mèxic 1996-1997 el qual va representar el segon títol de Copa per a la institució cimentera i també el segon en el seu compte personal els quals va aconseguir de manera consecutiva amb Tigres i Cruz Azul.

### Reboceros de La Piedad
En l'Hivern 2001, Vucetich va ser contractat per dirigir l'equip de Reboceros de La Piedad però va acabar en penúltim lloc, amb 19 punts i amb greu perill de descens. No obstant això, el torneig d'Estiu 2002 va ser no menys que espectacular. Amb els reforços Almir De Souza i Oswaldo Cohener i jugadors com el brasiler Claudio da Silva "Claudinho", Francisco Fonseca, Ricardo Cadena, Omar Monjarás, Christian Patiño i Rafael Medina, l'equip va acabar super líder en el torneig regular amb 37 punts. El resultat més espectacular que es va tenir en aquesta campanya va ser la golejada a domicili a l'Estadio Azul de Cruz Azul 6 gols a un. Llastimosament, van ser eliminats per les Àguiles de l'Amèrica a quarts de final amb marcador global de 6-2 (3-1 en anada i tornada). Víctor Manuel va deixar de ser Director Tècnic de l'equip quan la franquícia va ser venuda i transformada en Galls Blancs de Querétaro.

### Club Puebla
En l'Obertura 2002, Vucetich va ocupar la direcció tècnica del Puebla en la Jornada 9 en substitució de Gustavo Vargas, torneig en el qual no va arribar a la Lligueta però la directiva va estendre el seu contracte. Pel Clausura 2003, els resultats no es van donar i en la Jornada 8 va ser cessat de l'equip.

### Club Pachuca
Vucetich va ser contractat per dirigir l'equip de Pachuca en l'Obertura 2003 realitzant una excel·lent campanya. Amb jugadors de la talla de Claudio da Silva, Adolfo Bautista, Gabriel Álvez, Harold Lozano i Marco Garcés tornant un cop més a ser campió guanyant la final amb un marcador global de 3-2 davant el seu antic equip, els Tigres de la UANL. En el Clausura 2004, va portar a l'equip a la reclassificació, però va ser eliminat pel Cruz Azul amb marcador de 4-1, provocant la seva sortida de l'equip.

### Tiburones Rojos del Veracruz
En el Torneig de Clausura 2005, el Club Veracruz va contractar a Vucetich a la jornada 8 en substitució de Wilson Graniolatti, acabant el torneig amb 14 punts (4 punts de Graneolati) i va ser cessat per aquesta mala campanya. En el Clausura 2006, va tornar a la direcció tècnica de l'equip a la jornada 8 en substitució d'Emilio Gallegos, però una altra vegada va ser cessat per mals resultats. Vucetich va romandre lligat al club com a directiu, dirigint-se de nou en l'Obertura 2006. En aquest torneig només va romandre com a director tècnic fins a la jornada 6, guanyant 2 jocs, empatant 1 i perdent 3.

### Jaguares de Chiapas
En el Clausura 2007, el Club Jaguares de Chiapas va contractar a Vucetich per dirigir l'equip en substitució d'Eduardo de la Torre Menchaca. Després de guanyar 4 jocs, empatar 3, i perdre 5, va ser cessat en la jornada 7 per una directiva ansiosa i desesperada.
Vucetich va romandre en el mig del futbol com a comentarista esportiu i analista de Televisa en els partits de Monterrey i Tigres.

### Club de Fútbol Monterrey

#### 2009
En no arribar a un acord amb Ricardo La Volpe, el Monterrey li va brindar l'oportunitat a Vucetich de dirigir l'equip per al torneig Clausura 2009. Tot i iniciar activitats amb l'equip a una setmana de començar el torneig, va aconseguir a dirigir i guanyar l'últim partit de pretemporada enfront de San Luis Fútbol Club. Víctor Manuel Vucetich va tenir un molt bon inici de temporada on va aconseguir que Monterrey fossin protagonistes en els primers 6 jocs, però al final del torneig va tenir una caiguda en el seu exercici, res greu perquè l'equip va qualificar en 4° lloc passant a Quarts de final sent eliminat pel Puebla. Fins i tot en aquest torneig va aconseguir qualificar els Rayados a la Copa Sud-americana però no disputaria aquest torneig a causa de conflictes entre CONCACAF i CONMEBOL.
Per al següent torneig, amb un equip motivat per l'inesperat mort d'Antonio de Nigris, germà d'Aldo de Nigris una setmana abans de començar la lligueta, l'equip aconsegueix el campionat al vèncer en dos excel·lents jocs finals al Cruz Azul (4-3 en el Estadi Tecnològic i 2-1 en el Estadio Azul), el que havia aconseguit un títol més a la seva carrera com a entrenador.

#### 2010
A poques setmanes d'haver estat campió, va aconseguir coronar-se al torneig Interliga i qualificar a la Copa Libertadores d'Amèrica. Durant el torneig Bicentenari 2010, va aconseguir posicionar-se en la part més alta de la taula amb un impressionant rendiment, ja que en temporada regular va guanyar 10 partidos, va empatar 6 i només perdre 1, desafortunadament a la lligueta seria eliminat en quarts de final pel Pachuca de manera sorprenent.
En la Copa Libertadores d'Amèrica, tot i mostrar un bon futbol, l'equip va quedar eliminat en fase de grups.
Després de la Copa del Món de Futbol de 2010, era un dels candidats per dirigir la selecció de Méxic declinar seguir com a candidat per dirigir la selecció mexicana de futbol, anteposant com a argument principal "motius personals".
En el Torneig Obertura 2010 es va reincorporar a l'equip Humberto Suazo i es va integrar Ricardo Osorio, (tots dos provinents del futbol europeu) a més dels coneguts Osvaldo Martínez, Walter Ayoví, Aldo De Nigris i Neri Cardozo. L'equip va començar amb el peu dret i es va mantenir 13 dates consecutives de manera invicta perdent fins a la jornada 14 enfront del Cruz Azul; tanca les últimes jornades amb 3 alts i baixos i una victòria col·locant-se en el segon lloc general per sota de l'equip blau, i comença les fases finals enfrontant al Pachuca en quarts de final. Cal esmentar que un torneig anterior aquest mateix equip havia eliminat al Monterrey en la mateixa instància així que semblava que el destí li posava la revenja a taula, Vucetich va aprendre la lliçó del torneig anterior i va passar per sobre d'aquest equip amb marcador global de 4 -4 però per millor posició a la taula, Monterrey va passar a la semifinal.
En aquesta instància van enfrontar als Pumas de la Universitat Nacional vencent-los per marcador global de 2-0. A la final va enfrontar al Santos Laguna, jugant el primer joc en l'Estadi Corona, on va perdre pel marcador de 3-2, mentre que en el joc de tornada a l'Estadi Tecnològic, una gran actuació del xilè Humberto Suazo va contribuir per a la victòria de 3-0 (5-3 global) donant-li el quart títol històric als Rayados el 5 de desembre de 2010.

#### 2011
Gràcies al campionat obtingut en l'Obertura 2009, Monterrey va guanyar el seu pas per disputar el torneig Concacaf Lliga Campions 2010-2011 on va acabar en la fase de grups invicte producte de 5 triomfs i un empat. En reprendre el torneig en la fase d'eliminació directa, el sorteig llança que el Club de Futbol Monterrey enfrontarà l'Deportivo Toluca en Quarts de final on amb victòries per 1-0 en els dos partits, el Club de Futbol Monterrey va passar a les Semifinals on havia enfrontar a Cruz Azul, que venia de guanyar el seu partit contra el Santos Laguna.
En el primer duel celebrat a l'Estadi Tecnològic Monterrey va dominar al Cruz Azul però només van poder endur-se un avantatge de 2-1 per a la tornada a l'Estadio Azul, trobada on Monterrey amb moltes dificultats i amb gràcies a un gol d'penal del xilè Humberto Suazo al minut 81, Monterrey va igualar 1-1 amb el quadre del ciment guanyant-se un lloc a la Gran Final de la Confederació. El 20 d'abril de 2011 es va juga la final d'anada a l'Estadi Tecnològic davant el conjunt nord-americà Real Salt Lake trobada que va acabar amb un marcador de 2-2 gràcies a un gol d'últim minut del conjunt salat.
Amb tot els resultats en contra seva i el moment anímic a favor del conjunt nord-americà, el 27 d'abril el Club de Futbol Monterrey es va aixecar i gràcies a la jugada de Sergio Santana i Humberto Suazo marcant el gol del campionat i així obtenir el trofeu de campió del torneig Concacaf Lliga Campions 2010-2011 guanyant Víctor Manuel Vucetich el seu primer títol internacional i l'onzè en el seu palmarès en el mateix nombre de finals jugades, obté el pas a la Copa Mundial de Clubs de la FIFA 2011 a efectuar-se en el mes de desembre en Japó.
L'11 de desembre de 2011 empata en el seu primer partit del Mundial de Clubs. Van començar guanyant els locals Kashiwa Reysol, però Monterrey va empatar el marcador. El equipo no avança per perdre en penals. Per l'equip dels Rayados van fallar Luis Pérez i Jonathan Orozco, encara que aquest últim sent el porter, va atallar un penal. Posteriorment, el 14 de desembre de 2011 li van guanyar 3-2 al campió d'Àfrica Esperance perquè Monterrey obtingués el cinquè lloc del Mundial de Clubs 2011.

#### 2012
El 2012 va ser de gran èxit per aquest entrenador, ja que en el torneig Clausura 2012 tot i que l'arrencada no va ser del millor, a mitjans del torneig li va donar molt bons resultats al club, ja que va golejar a equips com Querétaro i Estudiantes Tecos. En les últimes 5 jornades va obtenir 4 triomfs, entre ells el Clàssic Regio, i una derrota. En aquest mateix lapse en la lliga de campions de Concacaf, tot i que durant la fase de grups no els va ser com s'esperava, va aconseguir guanyar aquest torneig obtenint el passi novament al Mundial de Clubs de la FIFA 2012. En els quarts de final van vèncer 3- 1 l'Auckland City de Nova Zelanda, superant els quarts de final de l'any anterior. Després en la semifinal van perdre 3-1 davant el Chelsea FC anglès, però en el duel pel tercer lloc van vèncer l'Al-Ahly egipci 2-0 obtenint el tercer lloc al Mundial de Clubs 2012, la millor participació d'un equip mexicà en aquest torneig.

#### 2013
Aquest any en la lliga no va tenir molt èxit però a la Lliga de Campions de la Concacaf 2013 a la fase de grups va guanyar tots els seus partits acabant en 1 ° lloc de la classificació general en on va vèncer 3-1 en l'anada Xelajú de Guatemala i en la volta va empatar 1-1 en l'Estadi Tecnològic. Després en la semifinal es va enfrontar al llavors primer lloc de la Major League Soccer amb jugadors excel·lents com ho eren David Beckham i Landon Donovan era Los Angeles Galaxy als que van vèncer en l'anada 2-1 i en la tornada 1-0.
El torneig d'Obertura 2013 comença i malgrat una respectable pretemporada, reforços referents i la venda d'alguns jugadors emblemàtics com Aldo de Nigris i Dorlan Pabón així com la ràpida sortida d'aquest, van ser els factors que probablement van provocar un mal inici del torneig, conjuminat als mals resultats aconseguits de 2 derrotes, 3 empats i 1 victòria, sumant només 6 punts de 18 possibles, va provocar l'abrupta sortida de Vucetich de l'equip.
Tot i haver omplert a la institució règia de 2 títols de lliga, 1 d'Interliga i 3 de lliga de campions, els directius de Monterrey li van advertir a l'entrenador que una derrota o empat, donarien per acabada la seva relació laboral, cosa que lamentablement va succeir en perdre el partit contra León.

### Selecció de futbol de Mèxic
El 12 de setembre de 2013 és elegit com a entrenador de la Selecció de Mèxic en substitució de l'interí Luis Fernando Tena, per encarar els últims dos partits de l'Hexagonal Final de la CONCACAF rumb al Brasil 2014, enmig d'una de les pitjors crisis del combinat nacional dels últims anys. Va debutar l'11 d'octubre amb la selecció Mexicana en un partit contra Panamà, amb un marcador final de 2-1 a favor de Mèxic, gràcies a un gran gol de Raúl Jiménez. El 15 d'octubre dirigeix el seu segon partit en contra la Selecció de Costa Rica perdent 2-1. Encara que va aconseguir l'objectiu de conservar la possibilitat de classificar al Mundial, la situació mediàtica i futbolística encara era difícil, rebent crítiques de tot tipus a causa del poc convenciment del seu estil de joc i dels jugadors en el poc temps en què va estar a càrrec del combinat nacional.
Dos dies després, el 17 d'octubre, va confirmar la seva sortida com a entrenador enmig de la polèmica, per a posteriorment arribar Miguel Herrera a manera de préstec per a la reclassificació contra Nova Zelanda. Finalment l'equip d'Herrera venceria en el partit i així va assegurar el seu pas al Mundial de 2014.

### Querétaro Fútbol Club

#### 2015-2017
El 23 de febrer de 2015 és contractat com a director tècnic del Querétaro Futbol Club per al Clausura 2015 en substitució a Ignacio Ambriz, aconseguint polèmica i inesperadament un lloc a la final del torneig mexicà, en derrotar el Veracruz en quarts de final 2-1 a Querétaro i 2-2 al port i posteriorment vèncer el quadre de Club de Futbol Pachuca en les semifinals. Van sucumbir davant l'esquadra de Santos Laguna en una final plena de gols, atès que l'equip de Sants va vèncer 5-0 en l'anada, i va tremolar amb un 3-0 en contra a la tornada, resultat que no li va ser suficient a Querétaro coronant així campió el Santos amb un marcador global de 5-3. Per aquest resultat atès que va ser el subcampió del futbol mexicà li va valer participar en la Lliga de Campions de la CONCACAF.

#### 2019
Després de dos anys sense dirigir a cap equip i després de la destitució de Rafael Puente del Río a la Jornada 7 després pèssims resultats, el 17 de febrer de 2019 la directiva de Querétaro decideix contractar novament a Víctor Vucetich per donar un respir a l'equip i millorar el rumb de la institució.
L'entrenador començarà així oficialment el que és la seva segona etapa al capdavant del conjunt de «Gallos Blancos». El seu objectiu serà allunyar al club de zona de descens i fer un equip competitiu, tal com ho va fer en maig de 2015 en arribar a la Final. La seva arribada a la institució va ser ben vista per aficionats i directius del conjunt blanc.

### Club Deportivo Guadalajara
2020
Després de la cancel·lació del Torneig Clausura 2020 per motiu de l'coronavirus i en tenir diferències amb la nova directiva de Querétaro, Vucetich renúncia al seu càrrec el 9 de juliol de 2020 deixant el club en una bona posició davant el no descens. El seu càrrec va ser substituït per Álex Diego, qui venia de dirigir a la Lliga d'Ascens.
Un mes més tard i després de la destitució de Luis Fernando Tena el 9 d'agost de 2020 en la direcció tècnica del Guadalajara per mals resultats, el 13 d'agost converteix en el nou entrenador de Chivas amb la missió d'aixecar a l'equip i dirigir-lo cap al campionat. El seu contracte és de dos anys amb possibilitat d'estendre-més d'acord als resultats.

## Publicació del seu llibre
El 18 de desembre de 2014 Víctor Manuel Vucetich presenta el seu llibre titulat «Dios está también en tu cancha» (en català: «Déu també està en la teva pista»), a on explica la passió d'aquest esport i combinat amb la religió catòlica que ell professa, i sobre els triomfs que ha aconseguit al llarg de la seva carrera. Ell és el coautor juntament amb el sacerdot Ricardo Garduño.

## Carrera professional

### Com a jugador
| Club     | Pays  | Període     | Partits jugats | Gols |
| -------- | ----- | ----------- | -------------- | ---- |
| Atlante  | Mèxic | 1978 - 1981 | 76             | 0    |
| Oaxtepec | Mèxic | 1981 - 1983 | 32             | 1    |

### Com a entrenador
| Club              | Pays  | Any       |
| ----------------- | ----- | --------- |
| Potros Neza       | Mèxic | 1988-1989 |
| León              | Mèxic | 1989-1993 |
| Tecos             | Mèxic | 1993-1995 |
| Tigres UANL       | Mèxic | 1995-1996 |
| Cruz Azul         | Mèxic | 1996-1997 |
| Tecos             | Mèxic | 1997-1998 |
| León              | Mèxic | 1999      |
| Tigres UANL       | Mèxic | 1999-2000 |
| La Piedad         | Mèxic | 2001-2002 |
| Puebla            | Mèxic | 2002-2003 |
| Pachuca           | Mèxic | 2003-2004 |
| Veracruz          | Mèxic | 2005-2006 |
| Jaguares          | Mèxic | 2007      |
| Monterrey         | Mèxic | 2009-2013 |
| Selecció de Mèxic | Mèxic | 2013      |
| Querétaro         | Mèxic | 2015-2017 |
| Querétaro         | Mèxic | 2019-2020 |
| Guadalajara       | Mèxic | 2020-     |

## Estadístiques com a entrenador

### Lliga
| León                        | Mèxic | 1990-1991     | 1991-1992     | 124 | 53  | 39  | 32  | 58.47 |
| Tecos UAG                   | Mèxic | 1993-1994     | 1994-1995     | 84  | 36  | 32  | 27  | 61.9  |
| Tigres UANL                 | Mèxic | 1995-1996     | 1995-1996     | 37  | 12  | 14  | 11  | 45.05 |
| Cruz Azul                   | Mèxic | Hivern 1996   | Estiu 1997    | 28  | 9   | 7   | 12  | 44.83 |
| Tecos UAG                   | Mèxic | Hivern 1997   | Hivern 1998   | 41  | 14  | 11  | 16  | 43.09 |
| León                        | Mèxic | Hivern 1999   | Hivern 1999   | 17  | 5   | 1   | 11  | 31.37 |
| Tigres UANL                 | Mèxic | Hivern 1999   | Estiu 2000    | 29  | 9   | 12  | 8   | 44.83 |
| Reboceros de La Piedad      | Mèxic | Hivern 2001   | Estiu 2002    | 36  | 15  | 4   | 10  | 45.37 |
| Club Puebla                 | Mèxic | Obertura 2002 | Clausura 2003 | 19  | 6   | 2   | 11  | 35.09 |
| Pachuca                     | Mèxic | Obertura 2003 | Clausura 2004 | 46  | 19  | 15  | 12  | 52.17 |
| Veracruz                    | Mèxic | Obertura 2005 | Obertura 2006 | 26  | 8   | 9   | 9   | 42.31 |
| Jaguares                    | Mèxic | Clausura 2007 | Obertura 2007 | 19  | 5   | 6   | 8   | 36.84 |
| Monterrey                   | Mèxic | Clausura 2009 | Obertura 2013 | 190 | 81  | 57  | 52  | 52.63 |
| Selecció de futbol de Mèxic | Mèxic | 2013          | 2013          | 2   | 1   | 0   | 1   | 50    |
| Querétaro                   | Mèxic | Clausura 2015 | Clausura 2017 | 16  | 10  | 1   | 5   | 64.58 |
| Total                       | Total | Total         | Total         | 700 | 278 | 210 | 218 | 48%   |

## Palmarès

### Com a entrenador

#### Campionats nacionals
| Títol           | Club        | Seu   | Edició    |
| --------------- | ----------- | ----- | --------- |
| Segona Divisió  | Potros Neza | Mèxic | 1988-1999 |
| Segona Divisió  | León        | Mèxic | 1989-1990 |
| Primera Divisió | León        | Mèxic | 1991-1992 |
| Primera Divisió | Tecos UAG   | Mèxic | 1993-1994 |
| Copa México     | Tigres UANL | Mèxic | 1995-1996 |
| Copa México     | Cruz Azul   | Mèxic | 1996-1997 |
| Primera Divisió | Pachuca     | Mèxic | 2003      |
| Primera Divisió | Monterrey   | Mèxic | 2009      |
| InterLiga       | Monterrey   | Mèxic | 2010      |
| Primera Divisió | Monterrey   | Mèxic | 2010      |
| Copa México     | Querétaro   | Mèxic | 2016      |

#### Campionats internacionals
| Títol                      | Club      | Seu          | Any     |
| -------------------------- | --------- | ------------ | ------- |
| Lliga de Campions CONCACAF | Monterrey | Estats Units | 2010-11 |
| Lliga de Campions CONCACAF | Monterrey | Mèxic        | 2011-12 |
| Lliga de Campions CONCACAF | Monterrey | Mèxic        | 2012-13 |

## Distincions individuals
| Distinció                           | Any       |
| ----------------------------------- | --------- |
| Millor entrenador del futbol mexicà | 1991-1992 |
| Millor entrenador del futbol mexicà | 1993-1994 |
| Millor entrenador del futbol mexicà | 2009      |
| Millor entrenador del futbol mexicà | 2010      |
| Millor entrenador de la CONCACAF    | 2011      |
| Millor entrenador de la CONCACAF    | 2012      |
| Millor entrenador de la CONCACAF    | 2013      |